# Radika (reka)
Radika (makedonsko in srbsko Радика; albansko Radikë) je reka na jugu Kosova in v zahodni Severni Makedoniji, 70 km dolg desni pritok reke Črni Drim.

## Geografija
Prava Radika je dolga 52 km, vendar merjeno od najbolj oddaljenega izvira v njenem porečju, od reke Črni Kamen, je dolga 70 km. Na splošno Radika spada v povodje Jadranskega morja, sama odmaka območje veliko 665 km² in ni plovna. Radika ima velike možnosti za proizvodnjo hidroelektrične energije, ki se delno izkorišča v njenem zgornjem toku. Poleg tega je dolina reke naravna pot za glavno cesto v zahodni Severni Makedoniji, ki povezuje regiji Polog in Ohrid.

### Izvir
Crni Kamen (cirilsko Црни Камен; albansko Guri i zi, kar pomeni črni kamen) izvira iz severnih pobočij gore Vraca, južnega podaljška Šar planine, pod vrhom Golema Vraca (2582 m). 'Guri i Zi' - Crni Kamen prvotno teče proti zahodu, skozi regijo Gore, se ovije okoli Vraca in ostro zavije proti jugu ter se izliva v kosovsko-makedonsko mejno reko Kafa Kadis (albansko Qafa e Kadisë; makedonsko Ќафа Kadis/Ḱafa Kadis; srbsko Ћафа Кадис/Ćafa Kadis).
Kafa Kadis izvira iz južnih pobočij gore Vraca in severnih pobočij gore Mangulova Kula, še enega podaljška Šar planine. Teče proti zahodu, na severnem delu Ničipurske planine (vrh Brodec, še del Šar planine) in v nekaj kilometrih tvori kosovsko-makedonsko mejo. Potem ko prejme Crni Kamen z desne in še en potok, ki prihaja s Kosova, Kafa Kadis spet zavije proti jugu v ozemlje Makedonije in od tu je znana kot Radika.

### Zgornja Radika
Zgornja Radika je dolga le 8 km in zaradi človekovega upravljanja njenega toka spada v povodje Egejskega morja, za razliko od nadaljevanja, to je Spodnje Radike, ki spada v povodje Jadranskega morja. Teče proti jugu med Korabom na zahodu in Ničipursko planino na vzhodu. Pri vasi Volkovija se ustvari umetna bifurkacija, saj se vode Zgornje Radike odvajajo v umetno Mavrovsko jezero pri vasi Mavrovi Anovi in od tam preko sistema hidroelektrarn Mavrovo v reko Vardar (v tem bifurkacijskem toku dobi z desne celo pritok, manjši potok Beličica).

### Spodnja Radika
V spodnjem, 44 km dolgem delu toka, Radika nadaljuje svojo splošno smer proti jugu. Izdolbla je dolgo in 1 km globoko sotesko med gorama Korab in Dešat na zahodu ter Bistro (na vzhodu). Po dolini Radike je veliko zanimivih krajev; vključno z vasmi Velebrdo, Rostuša, Janče, Prisojnica, Skudrinje, samostan sv. Jovana Bigorskega, toplice Kosovratska banja (z žvepleno vodo, vročo do 49 °C) in edinstvena jama Alčija, oblikovana v alabastru. Alabastra je v izobilju na okoliškem terenu in so ga pridobivali in obdelovali za industrijsko in komercialno uporabo v mestu Debar.
Za sotesko prejme Radika z desne svoj večji pritok reko Valovico in teče po severnih pobočjih planine Stogovo. Za vasmi Dolno Kosovrasti, Dolno Melničani, Gorenci in Rajčica se Radika južno od Debra izliva v Črni Drim. Reka Črni Drim je eden od pritokov reke Drim, medtem ko je naslednji Beli Drim, ki izvira na Kosovu. Pravzaprav najnižji del reke preplavi umetno Debarsko jezero, ki postane eden od jezerskih zalivov.

## Okolje

### Območje pomembno za ptice
Za porečje Radike so značilne gore, pečine in skalnate soteske, z iglastimi in listnatimi gozdovi ter planšarijami. Zemljišče se uporablja predvsem za pašo živine in gozdarstvo. BirdLife International ga je razglasil za pomembno območje za ptice (IBA), ker podpira populacije velike uharice, planinskega orla, plninske kavke, skalnega plezalčka (Tichodroma muraria), planinske pevke (Prunella collaris) in planinskega vrabca (Montifringilla nivalis).